# Edizioni del Monopoly
Lista delle edizioni Parker Brothers/Hasbro del Monopoli. Il gioco è venduto in 111  paesi e stampato in 37 lingue.

## Arabia Saudita
- Edizione Araba

## Argentina
- El Estanciero

## Australia
- Edizione Australia Edition[2]
- Edizione Australian Football League
- Edizione Australian Here and Now Edition
- Edizione Bunnings Warehouse
- Edizione Growth Equities Mutual Limited Edition
- Edizione Port Sorell[2]
- Edizione Sandy Bay Edition[2]
- Edizione V8 Supercars Monopoly Edition

## Austria
- Edizione Austriaca[3]

## Belgio
- Edizione Belga Vallone[4]
- Edizione Belga Fiamminga[4]
- Edizione Bruxelles (Bilingua)[4]

### Città
- Edizione Antwerp
- Edizione Arlon
- Edizione Charleroi
- Edizione Liège
- Edizione Namur

## Brasile
- Banco Imobiliário

## Canada
- Edizione Canadian Edition (1982)
- Edizione Canadian Edition (2000)
- Edizione I Luv London
- Edizione Kitchener-Waterloo On Board

## Cile
- Metropoli

## Cina e Hong Kong
- Edizione Cinese
- Edizione Beijing (Olimpiadi 2008)
- Edizione Hong Kong Monopoly

## Colombia
- Edizione Colombiana

## Costa Rica
- Gran Banco

## Danimarca
- Edizione Danese
- Monopoly Junior (versione danese)
- Edizione Kong Gulerod i Odense [5]

## Ecuador
- Monopoly Ecuador [6]

## Egitto
- Edizione Egiziana

## Estonia
- Edizione Estone

## Filippine
- Edizione Filippina 2005
- Edizione Filippina 2009

## Finlandia
- Kalliopoly

## Francia
- Edizione Paris
- Edizione Alsace
- Edizione Amiens
- Edizione Angers
- Edizione Avignon
- Edizione Bassin d'Arcachon
- Edizione Beauvais
- Edizione Besançon
- Edizione Bordeaux
- Edizione Brest
- Edizione Bretagne
- Edizione Caen
- Edizione Camargue
- Edizione Chamonix
- Edizione Corse
- Edizione Dijon
- Edizione Dunkerque
- Edizione Gironde
- Edizione Grenoble
- Edizione Le Havre
- Edizione Lille
- Edizione Lorraine
- Edizione Lyon
- Edizione Marseille
- Edizione Metz
- Edizione Montcuq
- Edizione Montpellier
- Edizione Nantes
- Edizione Nice
- Edizione Nîmes
- Edizione Nord-Pas de Calais
- Edizione Orléans
- Edizione Pays Basque
- Edizione Périgord
- Edizione Poitou
- Edizione Reims
- Edizione Rennes
- Edizione Saint-Étienne
- Edizione Strasbourg
- Edizione Toulon
- Edizione Toulouse
- Edizione Tours
- Edizione Vendée
- Edizione Versailles

## Germania
- Edizione Tedesca
- Edizione Aachen
- Edizione Aschaffenburg
- Edizione Baden-Baden
- Edizione Berlino (inclusa l'edizione del 70º Anniversario) (Monopoly Heute o Monopoly Today)
- Edizione Bremen
- Edizione Coburg
- Edizione Dresden
- Edizione Düsseldorf
- Edizione Essen
- Edizione Europa
- Edizione Frankfurt
- Edizione Freiburg
- Edizione Fulda
- Edizione Giessen
- Edizione Hamburg
- Edizione Hanover
- Edizione Heidelberg
- Edizione Heilbronn
- Edizione Ingolstadt
- Edizione Karlsruhe
- Edizione Kassel
- Edizione Kiel
- Edizione Köln
- Edizione Leipzig
- Edizione Magdeburg
- Edizione Mainz
- Edizione Munich
- Edizione Nuremberg
- Edizione Oberhausen
- Edizione Österreich[senza fonte]
- Edizione Regensburg
- Edizione Rostock
- Edizione Wiesbaden
- Edizione Würzburg

## Giappone
- Edizione Giapponese
- Edizione Inglese Americana
- Edizione Ultraman

## Grecia
- Monopoly - Grecia Moderna, Μονόπολη - Σύγχρονη Ελλάδα

## Guatemala
- Bancopoly

## India
- Business (edizione indiana in inglese)
- Vyapar (edizione indiana in hindi)

## Indonesia
- Monopoli

## Iran
- Iropoly

## Iraq
- Edizione Irachena (1986)[7]

## Irlanda
- Edizione Irlandese
- Edizione Dublin
- Edizione Limerick

## Islanda
- Edizione Islandese

## Israele
- Monopol, מונופול

## Italia
- Edizioni italiane Monopoli
- Monopoly Breaking Bad
- Monopoly Buonissimo.it
- Monopoly Sapori d’Italia
- Edizione Deal
- Edizione Disney
- Monopoly Dragon Ball Z Super
- Monopoly Dungeons & Dragons
- Monopoly Dungeons & Dragons l’onore dei ladri
- Monopoly I borghi più belli d'Italia edizione Abruzzo e Molise
- Monopoly I borghi più belli d'Italia edizione Liguria
- Monopoly I borghi più belli d'Italia edizione Lombardia
- Monopoly I borghi più belli d'Italia edizione Marche
- Monopoly I borghi più belli d'Italia edizione Piemonte e Val d'Aosta
- Monopoly I borghi più belli d'Italia edizione Puglia e Basilicata
- Monopoly I borghi più belli d'Italia edizione Sicilia
- Monopoly I borghi più belli d'Italia edizione Toscana
- Monopoly I borghi più belli d'Italia edizione Umbria
- Monopoly I borghi più belli d'Italia edizione Veneto
- Monopoly In viaggio con Touring Club
- Edizione Junior
- Monopoly Lyon Gamer
- Edizione Roblox 2022
- Edizione Willy Wonka
- Monopoly Mega Monopoly
- Monopoly My Hero Academia
- Monopoly Naruto
- Monopoly Nightmare Before Christmas 1 edizione
- Monopoly Nightmare Before Christmas 2 edizione
- Monopoly One Piece
- Edizione Rick and Morty
- Monopoly Sailor Moon
- Edizione Il padrino
- Edizione  Me contro Te
- Edizione Go Green
- Edizione Mega Italia
- Edizione Mega Silver edition
- Edizione S.P.A.L.
- Edizione Atalanta
- Edizione Juventus
- Edizione Inter
- Edizione Cagliari calcio
- Edizione Museo Mann
- Edizione Sardegna
- Edizione Romagna
- Edizione Friuli Venezia Giulia
- Edizione Barbie
- Edizione Travel
- Edizione italiana Monopoly (dal 2009)
- Edizione Monopoly Italia (2011)
- Edizione Napoli [1ª edizione] (2017)
- Edizione Napoli [2ª edizione] (2018)
- Edizione Roma 1 edizione (2018)
- Edizione Esselunga (2018)
- Edizione Roma 2 edizione
- Edizione Roma 3 edizione
- Edizione Monopoli (2019)
- Edizione Verona[8] (2019)
- Edizione "casa.it" [Monopoly edizione speciale del sito casa.it prodotto era disponibile solo tramite concorso] (2019)
- Edizione World Edition (2019)
- Edizione Lago di Garda[9][10][11] (2020)
- Edizione Bergamo[12][13] (2020)
- Edizione Serenissima[14] (2021)
- Edizione Napoli  [3ª edizione] (2021)
- Edizione Reggio Emilia (2021)
- Edizione Rimini[15][16] (2022)
- Edizione Forte dei Marmi [1ª edizione] [17] (2022)
- Edizione San Marino[18] (2022)
- Edizione Mega Milano citta metropolitana (2022)
- Edizione Palermo[19][20] (2022)
- Edizione Brescia[21][22][23] (2022)
- Edizione Parma[24][25][26] (2022)
- Edizione La mia Viareggio del cuore[27][28] (2023)
- Edizione Monopoly Chance (2023)
- Edizione Capri (2023)
- Edizione Fano (2023)
- Edizione Bologna (2023)
- Edizione Piacenza (2023)
- Edizione Monopoly Nostromo (2024)
- Edizione Forte dei Marmi [2ª edizione] (2024)
- Edizione Biella (2024)
- Edizione Pescara (2024)

## Lituania
- Edizione Lituana

## Lussemburgo
- Edizione Editioun Lëtzebuerg

## Malesia
- Edizione Kuala Lumpur
- Edizione Putrajaya

## Malta
- Edizione Maltese (2008)

## Messico
- Turista[29]

## Norvegia
- Monopol

## Nuova Zelanda
- Edizione Neozelandese
- Edizione Here & Now (versione neozelandese)
- Edizione All Blacks[30]

## Paesi Bassi
- Edizione Olandese
- Edizione Amsterdam
- Edizione Breda
- Edizione Frisone
- Edizione The Hague
- Edizione Hoeksche Waard
- Edizione Nijmegen
- Edizione Rotterdam
- Edizione Utrecht

## Pakistan
- Crorepati baopaar

## Panama
- Edizione Panamense

## Paraguay
- El Banquero

## Perù
- Edizione Peruviana

## Polonia
- Edizione Polacca

## Portogallo
- Monopólio
- Monopoly

## Regno Unito
- Edizione Here & Now UK Edition

### Galles
- Edizione Wales-Cymru (1999, 2000)
- Edizione Cardiff (2009)
- Edizione Newport
- Edizione Swansea (2005)

### Inghilterra
- Edizione 1999 Rugby World Cup (1999)
- Edizione Coronation Street
- Edizione Desi (2005)
- Edizione Premier League 1999/2000 (1999)
- Edizione Premier League 2000/2001 (2000)
- Edizione Howard DeWalden Estate
- Edizione Jersey Channel Islands (2004)
- Edizione Mega Edition (2007)
- Edizione Stock Exchange
- Edizione Thomas Cook (2005)
- Edizione Ya Gymraeg (Welsh Edition) (2007)[31]

#### Città e altro
- Edizione Bath (2005)
- Edizione Birmingham (1998, 1999, 2000, 2004, 2005)
- Edizione University of Birmingham (limited edition 2003) [32]
- Edizione Bournemouth & Poole (2007)
- Edizione Brighton & Hove (2003)
- Edizione Bristol (2000, 2001, 2004, 2007)
- Edizione Cambridge (2004)
- Edizione Canterbury
- Edizione Carlisle (2007)
- Edizione Cheltenham
- Edizione Chester & Cheshire (2001)
- Edizione Christchurch
- Edizione Colchester
- Edizione Cotswolds
- Edizione Coventry (2002)
- Edizione Derby
- Edizione East Grinstead (2007)
- Edizione Exeter
- Edizione Falmouth
- Edizione Folkestone
- Edizione Grimsby  & Cleethorpes
- Edizione Guildford
- Edizione Harrogate
- Edizione Hereford
- Edizione High Wycombe
- Edizione Huddersfield
- Edizione Hull
- Edizione Hull City Football Club
- Edizione Ipswich (2006)
- Edizione Isle of Wight
- Edizione Kingston upon Hull (2004)
- Edizione Lancashire
- Edizione Leeds
- Edizione University of Leeds (2002)[33]
- Edizione Liverpool (1999, 2000, 2007)
- Edizione Everton F. C. (2008)
- Edizione Leicester
- Edizione Liverpool F. C. European Champions (2005)
- Edizione Liverpool F. C. (2007)
- Edizione London
- Edizione London - Here And Now Limited Edition (2005)
- Edizione London Underground
- Edizione King's College London (2004)
- Edizione Arsenal Football Club (2002, 2007)
- Edizione Arsenal - Farewell to Highbury (2005)
- Edizione Chelsea Football Club (2001, 2004)
- Edizione Fulham F.C. (2009)
- Edizione Tottenham Hotspur Football Club Edition
- Edizione Maidstone
- Edizione Manchester (1998, 1999, 2001)
- Edizione Manchester United Football Club (1999, 2000, 2003, 2005, 2007, 2009)
- Edizione Margate
- Edizione Middlesbrough (2006)
- Edizione Newcastle & Gateshead (1998, 1999, 2000, 2004)
- Edizione Newcastle United Football Club (2006)
- Edizione University of Newcastle Upon Tyne (2001)
- Edizione Northampton
- Edizione Norwich (2002)
- Edizione Nottingham (2001, 2003, 2004)
- Edizione Oxford (2001)
- Edizione Oundle
- Edizione Portsmouth
- Edizione Preston
- Edizione Reading (2003)
- Edizione Richmond upon Thames
- Edizione Royal Borough of Greenwich
- Edizione Royal Tunbridge Wells
- Edizione Royal Windsor
- Edizione Salford
- Edizione Salisbury
- Edizione Scarborough
- Edizione Sheffield (2007) (limited edition)
- Edizione Shrewsbury
- Edizione Southampton (2004)
- Edizione Stoke-on-Trent
- Edizione Stratford-upon-Avon
- Edizione Sunderland (2004)
- Edizione Swindon
- Edizione Taunton
- Edizione The Lakes
- Edizione Warrington
- Edizione Wigan (2005)
- Edizione Winchester
- Edizione Wolverhampton
- Edizione Worcester (2006)
- Edizione York

#### Contee
- Edizione Cornwall (2001, 2004)
- Edizione Derbyshire
- Edizione Devon (2002)
- Edizione Durham
- Edizione Essex (2001, 2004)
- Edizione Gloucestershire (2003)
- Edizione Kent (2002)
- Edizione Lancashire (2001, 2002)
- Edizione Leicestershire (2003)
- Edizione Somerset
- Edizione Yorkshire (1999, 2000, 2006)
- Edizione Yorkshire Building Society (1999)

#### Dipendenze della Corona britannica
- Edizione Bailiwick of Guernsey

### Irlanda del Nord
- Edizione Belfast

### Scozia
- Edizione Ayr
- Edizione Scotland (2001)
- Edizione Aberdeen (2006)
- Edizione Dundee
- Edizione Edinburgh
- Edizione Stirling
- Edizione Scotland (Edinburgh) (2008)
- Edizione Glasgow (1999, 2000, 2001, 2004, 2006)
- Edizione (Glasgow) Rangers F. C. (2000)
- Edizione Yorkshire Building Society (1999)
- Edizione Celtic F. C. (2001, 2004)

### Territori
- Edizione Isle of Man

## Repubblica Ceca
- Edizione Ceca

## Rodesia
- Tycoon

## Romania
- Edizione Rumena

## Russia
- МОНОПОЛИЯ

## San Marino
- Edizione San Marino[18] (2022)

## Serbia
- Edizione Serba

## Singapore
- Edizione di Singapore (1987) [34]
- Edizione di Singapore (2005)[35].

## Spagna
- Edizione Spagnola
- Edizione Catalana

## Stati Uniti d'America
- 1935 Deluxe First Edition (2002 re-production)
- Edizione Atlantic City
- Edizione Atlantic City (pre 2008)

### A
- Edizione American Chopper
- Edizione The American Express Funds Edition
- Edizione Auburn University (Auburnopoly)

### B
- Edizione Bass Fishing Lakes
- Edizione Batman
- Edizione Batman and Robin
- Edizione BBK Clinical Research and Development
- Edizione Birdopoly (Bird Edition)
- Edizione The Beatles
- Edizione Berkshire Hathaway Diamond
- Edizione Best Buy Corp.
- Edizione Betty Boop
- Edizione Bibbia (Bibleopoly)
- Edizione Boston Celtics
- Edizione Boy Scouts of America
- Edizione Bratz
- Edizione Belkin
- Edizione Buckeyeopoly

### C
- Edizione California Centers Magazine
- Edizione Casey's Caseyopoly
- Edizione Cat Lover's
- Edizione 50th Anniversary Chevy Corvette
- Edizione Chicago Cubs
- Edizione Chicago White Sox World Series 1917-2005
- Edizione Chocolateopoly
- Edizione Christmas Story
- Edizione Clemsonopoly (Clemson University Edition)
- Edizione Coca-Cola
- Edizione Coca-Cola Classic Ads

### D
- Edizione The Dot-com company
- Edizione Disney Theme Park
- Edizione Disney Pixar
- Edizione The Dog Artist
- Edizione Dog Lover's
- Edizione Dominick's Collector's
- Edizione Doraemon
- Edizione Duel Masters
- Edizione Dale Earnhardt

### E
- Edizione ESPN Ultimate Sports Fan
- Edizione East Longmeadow
- Edizione Electronic Banking
- Edizione Elvis Monopoly
- Edizione European Edition

### F
- Edizione Family Guy
- Edizione Fantastic Four
- Edizione Federal Express (FedEx Edition)
- Edizione Florida State University
- Edizione Ford

### G
- Edizione Garfield
- Edizione General Mills
- Edizione Golf

### H
- Edizione Hard Rock Cafe
- Edizione Harley Davidson
- Edizione Heinz
- Edizione Here & Now Edition
- Edizione Here & Now: The World Edition
- Edizione Hershey Park (Hershey Parkopoly)
- Edizione Horse
- Edizione Huskeropoly

### I
- Edizione I Love Lucy
- Edizione I Love Lucy: California Here We Come
- Edizione Inflatable
- Edizione Indiana Jones

### J
- Edizione James Bond 007: Collector's Edition
- Edizione Juicy Couture
- Edizione Justice League Of America

### K
- Edizione KISSopoly

### L
- Edizione Lionel Trains
- Edizione Littlest Pet Shop
- Edizione Looney Tunes Collectors Edition
- Edizione Looney Tunes: Official Classic Cartoon Edition
- Edizione The Lord of the Rings

### M
- Edizione Marvel Super Heroes
- Edizione Marshall Field's
- Edizione Monopoly Junior (versione USA)
- Edizione Monopoly: The Mega Edition
- Edizione Michael Graves Design Edition
- Edizione Mayberry
- Edizione Michigan State University (Spartanopoly)
- Edizione Mickey Mouse 75th Anniversary
- Edizione Millennium Edition (2000)
- Edizione Mississippi State University (M-Stateopoly)
- Edizione Monopoly City
- Edizione Muppets
- Edizione Mustang (Ford)
- Edizione Mustang (Ford) 40th Anniversary
- Edizione My American Idol
- Edizione My Disney Villains
- Edizione My Fantasy Baseball
- Edizione My Major League Baseball
- Edizione My National Basketball Association
- Edizione My National Football League
- Edizione My National Hockey League

### N
- Edizione NASCAR Nextel Cup Series
- Edizione National Parks
- Edizione National Football League
- Edizione National Hockey League
- Edizione NHL Original Six
- Edizione New York Mets
- Edizione New York Yankees
- Edizione Night Sky
- Edizione Nintendo Collector's Edition
- Edizione University of Notre Dame
- Edizione Nightmare Before Christmas
- Edizione Parker Brothers Nostalgia Games Series

### O
- Edizione Ole Miss
- Edizione Olympic Games Centennial
- Edizione Onyx Limited Edition
- Edizione Option One Mortgage Corporation Limited Edition

### P
- Edizione Peanuts Collector's Edition
- Edizione Pedigree Dog Lover's Edition
- Edizione Pennsylvania State University (Penn State-opoly)
- Edizione Pirates of the Caribbean Collector's Edition
- Edizione Pixar
- Edizione Pokémon (1999)
- Edizione Pokémon (2001)
- Edizione The Powerpuff Girls
- Edizione Purdue University (Purdueopoly)

### Q
- Edizione QVC

### R
- Edizione Rudolph the Red-Nosed Reindeer
- Edizione Red Sox
- Edizione RIM (BlackBerry) 25th Anniversary

### S
- Edizione Scooby-Doo
- Edizione Seattle Mariners
- Edizione Sephora
- Edizione Sesame Street
- Edizione Seventieth 70th Anniversary Edition (Collector's Tin)
- Edizione Sheraton
- Edizione Shrek
- Edizione The Simpsons
- Edizione The Simpsons: Treehouse of Horror
- Edizione Snoopy: It's a Dog's Life
- Edizione Snowboarding
- Edizione Spider-Man
- Edizione SpongeBob SquarePants
- Edizione Star Trek: The Next Generation Collectors' Edition
- Edizione Star Trek: The Original Series Limited Edition
- Edizione Star Wars Episode 1
- Edizione Star Wars Original Trilogy Edition (1997)
- Edizione Star Wars Original Trilogy Edition (2004)
- Edizione Star Wars The Clone Wars
- Edizione St. Louis Cardinals World Series Championship (2006)
- Edizione Sun-Maid
- Edizione Superman Returns
- Edizione Surfing

### T
- Edizione Target Corporation
- Edizione Texas A&M University (Aggieolopy)
- Edizione Tennessee Volunteers
- Edizione Ford Thunderbird 50th Anniversary
- Edizione Transformers Collector's Edition
- Edizione Toys "R" Us 50th Anniversary Edition - Monopoly Deluxe Edition

### U
- Edizione United Parcel Service
- Edizione United States Air Force
- Edizione U.S. Army
- Edizione United States Marine Corps
- Edizione United States Navy
- Edizione United States Coast Guard
- Edizione University of Michigan (Michiganopoly)
- Edizione University of Leeds
- Edizione University of Texas at Austin (Texasopoly)
- Edizione U.S. Space Program

### V
- Edizione Vintage Game Collection Edition
- Edizione Virginia Techopoly
- Edizione Volopoly

### W
- Edizione The Wizard of Oz Collector's Edition
- Edizione FIFA World Cup (1998)
- Edizione FIFA World Cup (2006)
- Edizione Walnut Creekopoly

### X
- Edizione X-Men Collector's Edition

### Y
- Edizione Yankees Monopoly
- Edizione Yorkshire Monopoly

### Edizioni in spagnolo
- Edizione U.S. Standard Edition en Español

### Città
- Edizione Atlanta (1994 e 1995)
- Edizione Atlantic City (1935 e 2006)
- Edizione Baltimore (1997)
- Edizione Boston (1994, 1995, 1996 e Boston (Historic) nel 1998)
- Edizione Cedar Rapids
- Edizione Charlotte (1997)
- Edizione Chicago
- Edizione Cincinnati (1998)
- Edizione Cleveland (1996)
- Edizione Dallas (1995)
- Edizione Dana Point (1996)
- Edizione Denver (1996)
- Edizione Detroit (1997)
- Edizione Fox Cities (2003)
- Edizione Grand Rapids (2004)
- Edizione Green Bay (2000)
- Edizione Hollywood (1997)
- Edizione Houston (1996)
- Edizione Indianapolis (1996)
- Edizione Kansas City (1997)
- Edizione La Jolla (1994)
- Edizione Las Vegas (1997, 2000)
- Edizione Los Angeles (1996)
- Edizione New York City (1994, 1995, 1996, 1998 e 2001)
- Edizione Manitowoc (2000)
- Edizione Menomonie (2004) (Menomonopoly)
- Edizione Minneapolis, Saint Paul (Twin Cities Edition) (1997)
- Edizione Orlando (1997)
- Edizione Palos Verdes (2007)
- Edizione Philadelphia (1996)
- Edizione Pittsburgh (1996)
- Edizione Rochester
- Edizione San Diego (1994, 1995, 1996 e 2002)
- Edizione San Francisco (1995; historic edition nel 1998)
- Edizione Seattle (1997)
- Edizione St. Louis (1997)
- Edizione Washington (1995)

### Stati
- Edizione Alaska (1997 e 2003)
- Edizione Arizona (1998)
- Edizione Florida (1998)
- Edizione Hawaii (1996)
- Edizione Maine (1999)
- Edizione Oregon (1998)
- Edizione Rhode Island (1998)
- Edizione Texas (1999)
- Edizione Utah (1998)

### Territori
- Edizione Puerto Rico (2005)

### Regioni
- Edizione Napa Valley (1997)
- Edizione New England (2001)

## Sudafrica
- Edizione Sudafricana (1963)
- Edizione Sudafricana (2002)

## Svezia
- Edizione Stoccolma
- Edizione Göteborg
- Edizione Nazionale

## Svizzera
- Edizione Svizzera (bilingue francese/tedesco, con le regole anche in italiano)
- Edizione Ginevra

## Turchia
- Edizione Turca

## Ungheria
- Edizione Ungherese

## Unione europea
- Edizione Europe Special Edition